# Одіссея капітана Блада (фільм, 1935)
«Одіссея капітана Блада» (англ. «Captain Blood») — американський художній фільм 1935 року режисера Майкла Кертіса за мотивами творів Рафаеля Сабатіні.

## Сюжет
Англія, кінець XVII століття. Пітер Блад, простий лікар, в результаті безглуздої випадковості, заарештований і засуджений до повішення. Однак його і ще кілька десятків людей продають в рабство на один з карибських островів, де Блад завдяки своєму розуму і сміливості наживає лютого ворога — полковника Бішопа — і безоглядно закохується в прекрасну Арабеллу, племінницю Бішопа. Втікши з рабства, Пітер з товаришами по нещастю стають піратами, грозою навколишніх морів і островів. Блад як і раніше закоханий в Арабеллу, і не може її забути…

## У ролях
- Еррол Флінн —  капітан Пітер Блад, коханий Арабелли
- Олівія де Гевіленд —  Арабелла Бішоп, кохана Блада
- Лайонел Етвілл —  полковник Бішоп, дядько Арабелли
- Безіл Ретбоун —  Капітан Левасер, пірат
- Росс Александер —  Джеремі Пітт, друг Блада, колишній шкіпер
- Гай Кіббі —  Генрі (в романі Натаніель) Хагторп, майстер-стрілок
- Роберт Беррат —  Джон (в романі Нед) Волверстон
- Генрі Стівенсон —  лорд Уіллобі
- Хобарт Кавано —  доктор Бронсон

## Творча група
- Сценарій: Кейсі Робінсон
- Режисер: Майкл Кертіс
- Оператор: Ернест Геллер, Гел Мор
- Композитор: Еріх Вольфганг Корнгольд